# Пстроконский, Анджей
Анджей Пстроконский (пол. Andrzej Pstrokoński, 28 июня 1936, Варшава — 24 декабря 2022) — польский спортсмен-баскетболист, участник летних Олимпийских игр 1964 и 1968 годов, призёр чемпионатов Европы, неоднократный чемпион Польши. Тренер мужской и женской сборных Польши по баскетболу. Общественный деятель.

## Биография
Отец, выпускник Вавельбергского университета, работал в городском управлении. Зарабатывал немного, но хватало, чтобы содержать жену и сына. Позже, во время оккупации, в 1942 году, родился второй сын — Януш. 1 февраля 1944 года случайно оказался свидетелем покушения на Франца Кучеру, одного из организаторов нацистского террора на оккупированных территориях СССР и Польши. Во время Варшавского восстания получил сквозное огнестрельное ранение в ногу, которое затем долго лечил.
Начал играть в баскетбол в 1951 году в возрасте 15 лет в клубе «Легия» Варшава, воспитанник тренеров Тадеуша Улатовского и Владислава Малешевского. С 1954 по 1970 год он был игроком основного состава команды. В сезоне 1960/1961 установил личный рекорд, в выигранном (106:81) матче на первенство Польши против познанского «Леха», — 43 очка. При этом он — единственный игрок выиграл все семь чемпионских титулов в истории клуба. В решающей игре сезона 1968/69 Пстроконски за две секунды до конца матча набрал решающие очки против «Выбжеже Гданьск». За этот результат Пстроконский получил от генерала Зигмунта Хуща (президента клуба) часы с надписью «Пор. Анджей Пстроконский за последний выстрел».
Он был в составе варшавской Легии, когда она принимала звезд НБА — 4 мая 1964 года. За команду All-Stars тогда выступали Билл Рассел, Боб Петтит, Оскар Робертсон, Том Хейнсон, Джерри Лукас, Том Гола, Боб Кузи, К. С. Джонс, то есть впоследствии члены Зала славы баскетбола. В этой встрече он набрал 11 очков, появляясь на площадке на протяжении всего матча вместе с Ежи Пускуном, Янушем Виховски, Тадеушем Суским и Станиславом Олейничаком. Команда из Варшавы проиграла этот матч со счетом 76:96, и эта разница в очках оказалась самой малой из всех матчей пяти команд, участвовавших в серии NBA All-Stars.
За сборную Польши Пстроконски провёл 200 международных матчей. Он выиграл с ней серебро на чемпионате Европы 1963 года и бронзу на чемпионате Европы 1965. Всего выступал на чемпионатах Европы пять раз: в 1957, 1959, 1961, 1963 и 1965 годах. Он также был в составе сборной на Олимпийских играх 1960 и 1964 годов.
За сборную выступал в 1956—1966 годах. За это время он принял участие в 200 играх, набрав 1009 очков.
После окончания баскетбольной карьеры игрока Пстроконски работал тренером. Во главе женской сборной Польши (1968—1971) он выиграл бронзовую медаль на чемпионате Европы в 1968 году. С 1976 по 1977 год он также был тренером мужской сборной, а в промежутках (1971—1975) тренировал баскетбольную команду «Легия» из Варшавы. С 1980 года был членом правления Польской федерации баскетбола.
Став активистом Национальной партии ветеранов и пенсионеров (KPEiR), от неё без успеха баллотировался в 2006 и 2010 годах в региональное собрание Мазовецкого воеводства и в 2011 году (по списку Союза демократических левых сил) в Сейм. В 2009 году заседал в президиуме KPEiR, а 19 апреля 2012 года стал генеральным секретарём партии.
В 2001 году награжден Офицерским крестом ордена Возрождения Польши за достижения в спорте.
В последние месяцы перед кончиной он жил в доме престарелых в одном из городков под Варшавой. Умер 24 декабря 2022 года. Похоронен на Повонзком военном кладбище в Варшаве.